# Taita Alapítvány
A Taita Alapítvány magyarországi alapítású közhasznú nonprofit szervezet, amely hátrányos helyzetű afrikai gyermekek és fiatalok támogatásával foglalkozik 2006 óta. A szervezet a Szent József Gyermekotthon és két oktatási intézmény fenntartásában nyújt segítséget a vidéki Kenyában - magyar önkéntesek részvételével. Az alapítvány afrikai munkája mellett Magyarországon ismeretterjesztő tevékenységével segíti a kultúrák közötti kapcsolatok építését.

### Küldetése
Az alapítvány elsősorban a burai Szent József Gyermekotthonban élő gyermekeknek, illetve a kenyai társadalom perifériáján élő családoknak nyújt támogatást. Fő törekvése, hogy a gyermekek megfelelő egészségügyi ellátást kapjanak, illetve olyan színvonalú oktatásban részesüljenek, ami lehetővé teszi a munkaerőpiacon és az önálló életben való boldogulásukat.

### Története
A Taita Alapítvány elnevezése annak a kenyai tartománynak a nevéből ered, ahol a szervezet által támogatott árvaház található. A taita szó emellett egy helyi népcsoport nyelvén „atya, apa” jelentéssel is bír. 
A szervezet a kezdeti időkben a kenyai Bura Mission faluban található, 19. századi misszionáriusok által létrehozott Szent József Gyermekotthon tevékenységét támogatta, ma pedig már emellett a helyi óvoda és általános iskola fejlesztését, illetve fenntartását is segíti.

### Tevékenysége

#### Afrikában

##### Szent József Gyermekotthon

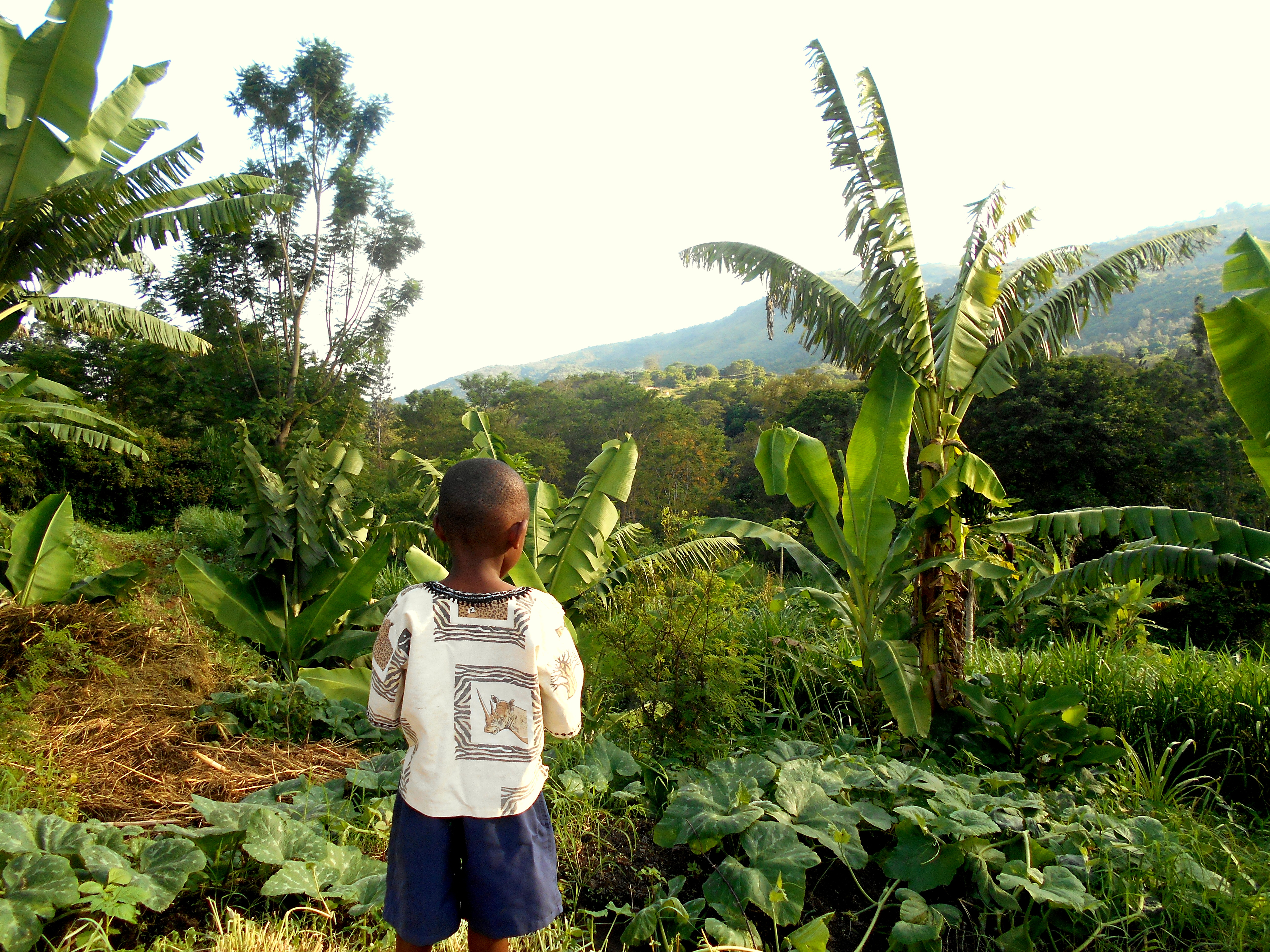
A Szent József Gyermeokotthon kertje Bura Mission faluban

Az alapítvány által támogatott gyermekotthon a kenyai Taita-hegyekben, Bura Mission faluban található, ahová Kenya minden részéről érkeznek gyerekek. Befogadják az elhagyott, születésükkor elárvult, illetve a fogyatékos és börtönben lévő szülők, valamint leányanyák gyermekeit is. A kicsik többsége a felnőtté válásig az intézményben marad, házassággal vagy munkavállalással kerülnek ki a rendszerből. 
A magyar szervezet biztosítja a gyerekek egészségügyi ellátását, továbbá támogatást nyújt az egész közösségnek önkéntesek bevonásával. Az otthonhoz tartozik egy kisebb gazdaság (shamba) is, amely az árvaház lakóinak kismértékű önellátását szolgálja és egy konyhakertből valamint kukoricaföldekből áll, továbbá állattartásra is alkalmas. A mezőgazdasági munkákat – amiben a gyerekek is részt vesznek – egy agrár végzettséggel rendelkező nővér irányítja.

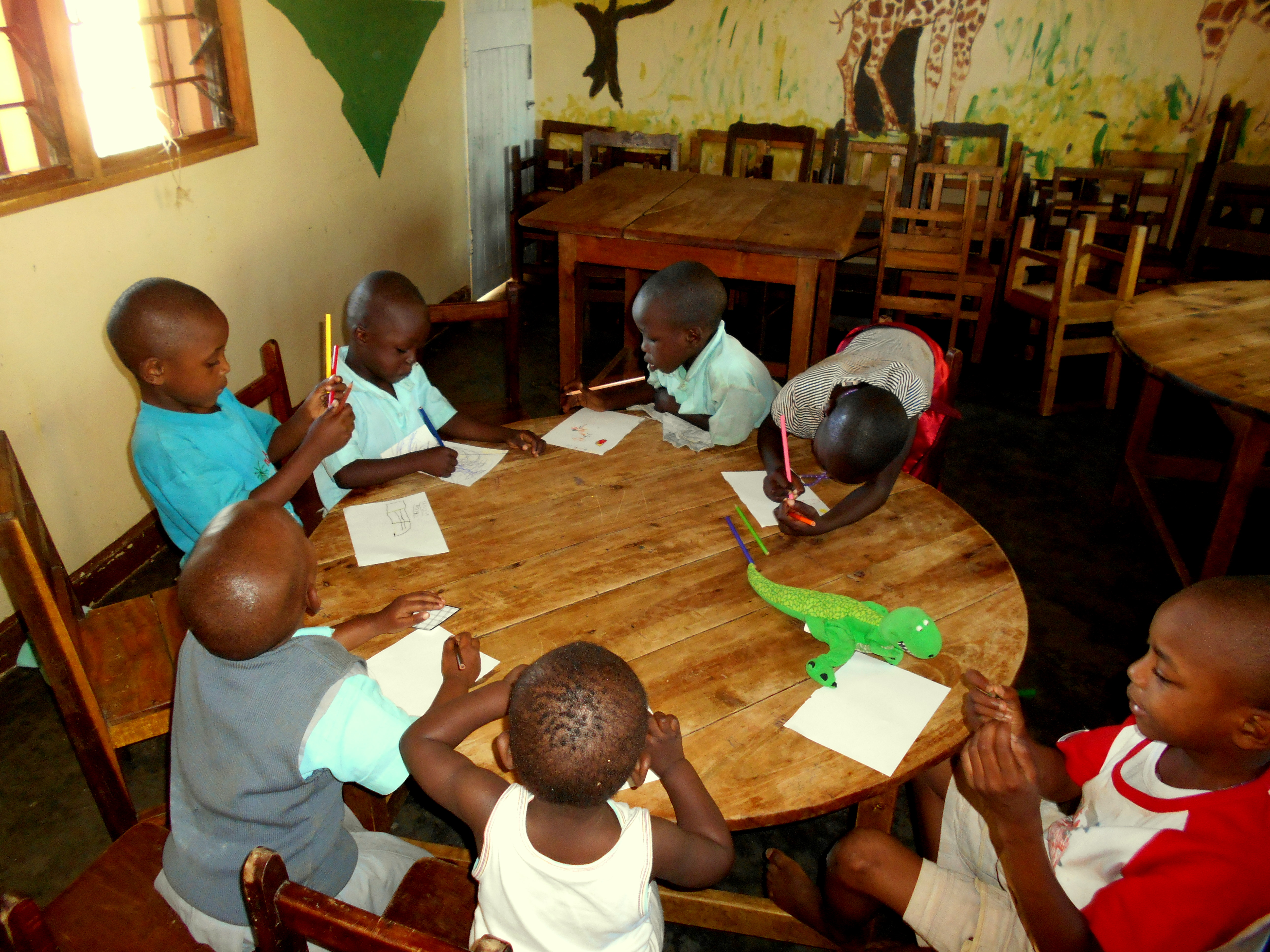
Tanulás a Kicsi Angyalok Óvodában, Bura Mission faluban

##### Little Angels (Kicsi Angyalok) Óvoda
Az óvoda 2007-ben jött létre azzal a céllal, hogy a környékbeli szegényebb kenyai családokban élő gyerekek is szakképzett felügyelet alatt nevelkedhessenek, és napi háromszori étkezéshez jussanak. A gyermekek létszámának folyamatos bővülése miatt 2009 nyarán elkészült egy új tanterem a kenyai Magyar Nagykövetség segítségével. Napjainkban 50-60 fő között van a gyereklétszám.

##### Mother Teresa (Szent Teréz) Általános Iskola
2011-ben a Szent József rendi nővérek által működtetett Szent Teréz Általános Iskola is megnyitotta kapuit Bura Missionben. Az intézmény a Taita Alapítvány támogatásával idővel a környék legjobb alapfokú iskolájává fejlődött. Az árvaházban nevelkedő gyerekek az óvodai évek után itt folytatják általános iskolai tanulmányaikat.

##### Közép- és felsőfokú oktatás támogatása
A Taita Alapítvány a nővérekkel együttműködve arra törekszik, hogy színvonalas, szakképesítést nyújtó bentlakásos iskolákat találjon a gyermekek számára, amely segíti őket abban, hogy később megállják a helyüket az életben. A szervezet tevékenységének köszönhetően ma már többen egyetemi tanulmányaikat végzik Kenyában, illetve Tanzániában.

#### Magyarországon
A szervezet Magyarországon elsősorban ismeretterjesztő tevékenységet végez: előadásokon és rendezvényeken enged betekintést tevékenységébe. Igyekszik közelebb hozni Afrika világát a magyarokhoz, illetve eloszlatni a helyi viszonyokkal és emberekkel kapcsolatos tévhiteket. Programjaik fontos társadalmi kérdésekre világítanak rá, például a fenntartható fejlődés lehetséges alternatíváira, a fejlődő világ problémáira, az elfogadás fontosságára.

### Fejlesztési projektek
A rászoruló kenyai gyermekek és fiatalok tanulmányainak, illetve egészségügyi ellátásának finanszírozása mellett számos beruházás és fejlesztés is megvalósult az alapítvány tevékenységének köszönhetően. Többek között sor került a következőkre:
- napkollektorok, napelemek telepítése, amelyekkel fenntartható módon biztosítható a gyermekotthon energiaigénye;
- víztartály és vizesblokkok építése, amelyek hozzájárulnak a helyi higiéniás viszonyok jelentős javulásához;
- könyvtárszoba és játszótér kialakítása;
- a hálószobák felújítása és korszerűsítése;
- egy biogázüzem felállítása, amellyel a konyha biztonságosabban, minimális környezetszennyezéssel és hatékonyabban üzemeltethető.

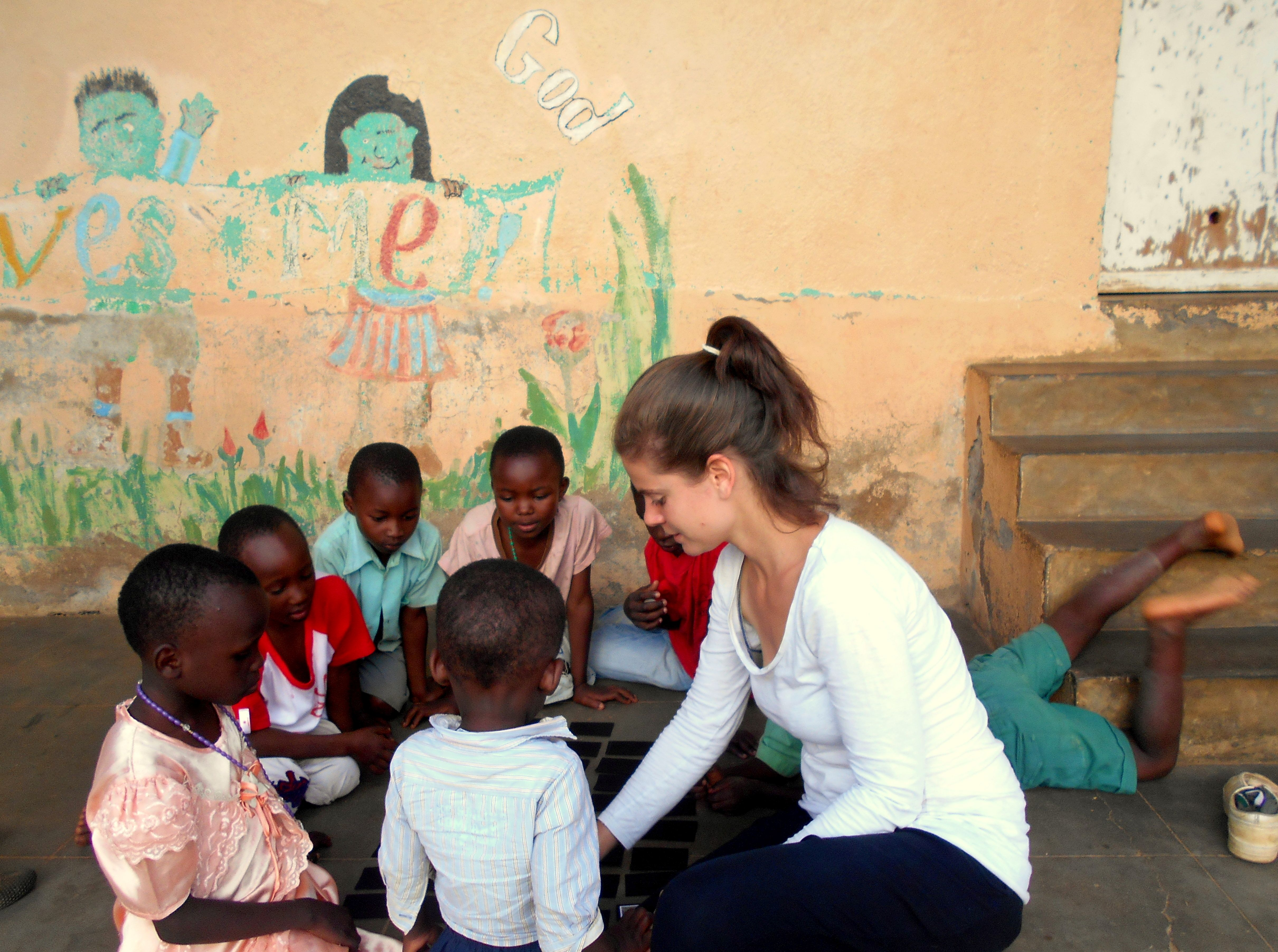
Taita önkéntes a gyermekotthonban

### Önkéntesség[3]
A Taita Alapítvány nagyrészt önkéntesek segítségével valósítja meg hazai ismeretterjesztő és szemléletformáló tevékenységét. A Kenyában szolgálatot teljesítő magyar önkéntesek a gyermekekkel való törődésen túl a kijuttatott anyagi források felhasználását is nyomon követik, valamint aktívan részt vesznek különböző helyi humanitárius projektek megvalósításában.

### Jelképes örökbefogadás és célzott támogatás[4]
Az alapítvány kétfajta adományozási rendszert működtet:
- Lehetőség van jelképes örökbefogadásra, amely egy-egy gyermek számára személyre szabott, rendszeres támogatást jelent, így stabilan biztosítható a gyermek oktatása, illetve ellátása.
- Az alapítvány céladományokat is fogad, amelyeket használati tárgyak és különleges élelmiszerek (pl. tápszer, vitaminok) beszerzésére vagy nagyobb projektek (pl. épületfelújítások, könyvtárfejlesztés) finanszírozására fordít.

A támogatások megfelelő felhasználását a gyermekotthon és az oktatási intézmények mindenkori vezetősége, a Kenyában önkéntes munkát teljesítők, valamint a Taita Alapítvány kuratóriuma felügyelik.